# 노던 프리미어리그
노던 프리미어리그 (Northern Premier League, NPL)는 잉글랜드의 축구 리그로, 잉글랜드 축구 리그 시스템에서 7, 8부 리그에 해당한다. 노던 프리미어리그는 최근 몇 년간 후원사의 명칭을 따서 에보스틱리그나 벳 빅토르 리그로 불렸었다.
노던 프리미어리그의 팀들은 지리적으로 북잉글랜드와 미들랜즈의 북부&중부 지역, 이스트앵글리아의 서부 지역에 걸쳐 있다. 원래는 단일 디비전 리그였으나 1987년에 2부 디비전인 디비전 원이 추가되었고, 2007년에 디비전 원이 디비전 원 노스와 사우스로 나뉘면서 3부 디비전이 추가되었다. 2018년 디비전 원은 웨스트, 이스트 디비전으로 개편되었다가 2019년에 다시 노스웨스트, 사우스이스트 디비전으로 재편되었다. 2021년 5월 18일, FA는 논리그 축구 시스템을 개편하면서 디비전 원 이스트, 웨스트, 미들랜즈를 신설하면서 2개의 디비전으로 운영하고 있다.
프리미어 디비전의 우승팀과 승격 플레이오프 우승팀은 6부 리그(내셔널 리그 노스)로 승격되고, 각 디비전 원의 최하위 두 팀은 9부 리그로 강등된다.

## 역사
노던 프리미어리그는 현재 리그 시스템 상의 7부리그인 서던 풋볼 리그와 이스미언 리그가 먼저 생겨나 10여년간 계속된 뒤인 1968년에 두 리그와 동등한 단계의 리그로 만들어졌다. 그 당시에 노던 프리미어리그는 풋볼 리그의 바로 아래에 오는 리그였다.
20년이 지나고 노던 프리미어리그는 북부 잉글랜드의 훌륭한 축구 리그 중의 하나인 노던 리그를 흡수하여 노던 프리미어리그의 하위 디비전으로 만들었다. 1979년에 풋볼 콘퍼런스가 만들어지면서 노던 프리미어리그는 잉글랜드 축구 리그 시스템 상으로 한 단계 더 떨어지게 되었다. 2004년에 풋볼 콘퍼런스가 하위 디비전을 구성하게 되자 또 다시 한 단계 떨어져 풋볼 리그 다음 가던 때보다 두 단계 더 떨어지게 되었다.

## 현재의 구조
2007년부터 NPL은 세 개의 디비전을 가지게 되었다. 프리미어 디비전과 디비전 1 노스, 디비전 1 사우스 이렇게 세 개의 디비전을 보유하게 되었다. 2007년 이전에는 프리미어 디비전과 디비전 1 이렇게 두 개밖에 없었다.
프리미어 디비전은 22개 클럽이 참여한다. 프리미어 디비전의 우승 팀은 내셔널리그 노스로 승격하게 된다. 그리고 2위부터 5위까지는 플레이오프를 통해 나머지 한 팀의 승격팀을 결정한다. 그리고 하위 네 팀은 디비전 1 노스 또는 사우스로 강등된다. 강등되는 클럽의 위치에 따라 때로는 서던리그 디비전 1 미들랜드로 강등될 수도 있다.
2008-09시즌부터 디비전 1 노스와 사우스는 스무개의 클럽팀이 참여하게 되었다. 근미래에 각 디비전마다 22개의 팀으로 운영할 방안을 가지고 있다. 각 디비전의 우승 팀은 프리미어 디비전으로 승격하게 된다. 그리고 2위부터 5위까지는 플레이오프를 통해 또다른 승격팀을 결정하게 된다. 각 디비전의 하위 두 팀씩, 총 네 팀은 하부 리그로 강등되는데, 하부리그에서 승격 요건을 갖춘 팀이 존재할 경우에 강등되고 그렇지 않으면 강등되지 않는다.
NPL은 세 개의 컵 대회를 갖고 있다. NPL의 모든 팀이 참가하는 노던 챌린지 컵이 있는데, 프리미어 디비전의 팀들은 3회전부터 참가한다. 그리고 체어맨 컵과 프레지던트 컵은 챌린지 컵에서 일찍 탈락한 팀들을 위한 평범한 컵 대회였다. 하지만 2007-08시즌부터는, 프레지던트 컵은 디비전 1의 모든 팀이 참가하는 대회로 바뀌고, 체어맨 컵은 디비전 1의 우승 팀 두 팀 간에 열리는 일종의 슈퍼컵으로 바뀌게 된다.
18-19시즌부터 디비전1 노스와 사우스가 이스트와 웨스트로 변경되었다.

## 같이 보기
- 이스미언 리그
- 서던 풋볼 리그